# ベルベリンレダクターゼ
ベルベリンレダクターゼ(berberine reductase)は、イソキノリンアルカロイド生合成酵素の一つで、次の化学反応を触媒する酸化還元酵素である。
(R)-カナジン + 2 NADP+ {\displaystyle \rightleftharpoons } ベルベリン + 2 NADPH + H+
反応式の通り、この酵素の基質は(R)-カナジンとNADP+、生成物はベルベリンとNADPHとH+である。
組織名は(R)-tetrahydroberberine:NADP+ oxidoreductaseで、別名に(R)-canadine synthaseがある。